# 橫帶德州麗魚
橫帶德州麗魚，為輻鰭魚綱鱸形目隆頭魚亞目慈鯛科的其中一種，分布於中美洲墨西哥Tamasopo河流域，體長可達18公分，棲息在中底層水域，生活習性不明。

## 擴展閱讀
維基物種上的相關：橫帶德州麗魚